# Austropurcellia superbensis
Espèce
Austropurcellia superbensis est une espèce d'opilions cyphophthalmes de la famille des Pettalidae.

## Distribution
Cette espèce est endémique du Queensland en Australie. Elle se rencontre sur le mont Superbus.

## Description
Le mâle holotype mesure 2,2 mm.

## Étymologie
Son nom d'espèce, composé de superb[us] et du suffixe latin -ensis, « qui vit dans, qui habite », lui a été donné en référence au lieu de sa découverte, le mont Superbus.

## Publication originale
- Popkin-Hall & Boyer, 2014 : « New species of mite harvestmen from southeast Queensland, Australia greatly extend the known distribution of the genus Austropurcellia (Arachnida, Opiliones, Cyphophthalmi). » Zootaxa, no 3827, p. 517–541.